# 영광 불갑사 만세루
영광 불갑사만세루(靈光 佛甲寺 萬歲樓)는 대한민국 전라남도 영광군 불갑면 불갑사에 있는 건축물이다. 1988년 12월 21일 전라남도의 문화재자료 제166호로 지정되었다.

## 개요
불갑사는 지은 시기를 정확하게 알 수 없으나 불교를 전파한 마라난타가 세웠다는 설과 각진국사가 세웠다는 설이 전한다.
만세루는 교육을 위한 강당 건물이다. 대개 절의 중심 공간으로 들어갈 때 누(樓) 아래로 드나드는 문루인 경우가 많은데, 화엄사의 보제루와 이곳 만세루가 낮은 중층을 이루어 건물의 모서리로 돌아가게 하였다. 절의 강당은 초기에는 대웅전 뒤에 있었으나 고려 이후부터는 대웅전 앞뜰에 설치하였는데 불갑사의 경우도 마찬가지이다.
건물의 규모는 앞면 5칸·옆면 4칸이며, 지붕은 옆면에서 볼 때 사람 인(人)자 모양인 맞배지붕으로 꾸몄다. 건축 수법이 기본 틀에서 벗어난 후기 양식을 보이고 있다.

## 참고 문헌
- 불갑사만세루 - 국가유산청 국가유산포털